# Madis Mihkels
Madis Mihkels (* 31. května 2003) je estonský profesionální silniční cyklista jezdící za UCI WorldTeam Intermarché–Wanty.

## Hlavní výsledky

### Silniční cyklistika
2020
Národní šampionát
2. místo silniční závod juniorů
2. místo časovka juniorů
2021
Národní šampionát
 vítěz silničního závodu juniorů
 vítěz časovky juniorů
Mistrovství světa
 3. místo silniční závod juniorů
One Belt One Road Nation's Cup Hungary
3. místo celkově
vítěz etap 1a a 1b
Mistrovství Evropy
7. místo silniční závod juniorů
2022
Kolem Estonska
4. místo celkově
 vítěz soutěže mladých jezdců
vítěz 1. etapy
Mistrovství světa
4. místo silniční závod do 23 let
5. místo Grand Prix de la Somme
Tour du Loir-et-Cher
6. místo celkově
6. místo Gran Piemonte
2023
Deutschland Tour
vítěz 3. etapy
Mistrovství Evropy
4. místo silniční závod do 23 let
Národní šampionát
5. místo silniční závod
8. místo Grand Prix Criquielion
8. místo Circuit de Wallonie
2024
7. místo Surf Coast Classic

### Cyklokros
2019–2020
Národní šampionát
 vítěz závodu juniorů
2020–2021
Národní šampionát
 vítěz závodu juniorů
2021–2022
Národní šampionát
2. místo závod do 23 let
2022–2023
vítěz Bike Fanatics Keila CX

### Výsledky na Grand Tours
| Grand Tour      | 2024 |
| --------------- | ---- |
| Giro d'Italia   | 112  |
| Tour de France  |      |
| Vuelta a España |      |

| —   | Nezúčastnil se |
| DNF | Nedokončil     |